# Алпајн (Вајоминг)
Алпајн (енгл. Alpine) град је у америчкој савезној држави Вајоминг.

## Демографија
По попису из 2010. године број становника је 828, што је 278 (50,5%) становника више него 2000. године.
| Група             | 2000.       | 2010.       |
| Белци             | 528 (96,0%) | 762 (92,0%) |
| Афроамериканци    | 0 (0,0%)    | 3 (0,4%)    |
| Азијати           | 4 (0,7%)    | 4 (0,5%)    |
| Хиспаноамериканци | 6 (1,1%)    | 46 (5,6%)   |
| Укупно            | 550         | 828         |